# 独楽県
独楽県（どくらく-けん）は中華人民共和国甘粛省にかつて設置された県。現在の慶陽市正寧県楡林子鎮楽興村に相当する。
前205年、漢朝が上郡に独楽県を設置した。30年（建元6年）、後漢により廃止となり泥陽県に統合された。
南北朝時代になると、441年（太平真君2年）に北魏は趙興郡に独楽県を再設置している。583年（開皇3年）、隋朝により再び害しされ、管轄区域は陽周県に統合された。